# La Vellés
La Vellés település Spanyolországban, Salamanca tartományban. La Vellés Negrilla de Palencia, Arcediano, Aldeanueva de Figueroa, Pajares de la Laguna, Villaverde de Guareña, Pedrosillo el Ralo, Castellanos de Moriscos, San Cristóbal de la Cuesta, Monterrubio de Armuña és Castellanos de Villiquera községekkel határos. Lakosainak száma 540 fő (2024).

## Népesség
A település népessége az elmúlt években az alábbi módon változott:
| Lakosok száma | 427  | 424  | 472  | 565  | 580  | 563  | 549  | 537  | 505  | 540  |
|               | 2001 | 2004 | 2007 | 2009 | 2012 | 2014 | 2017 | 2019 | 2022 | 2024 |